# 土佐北川站

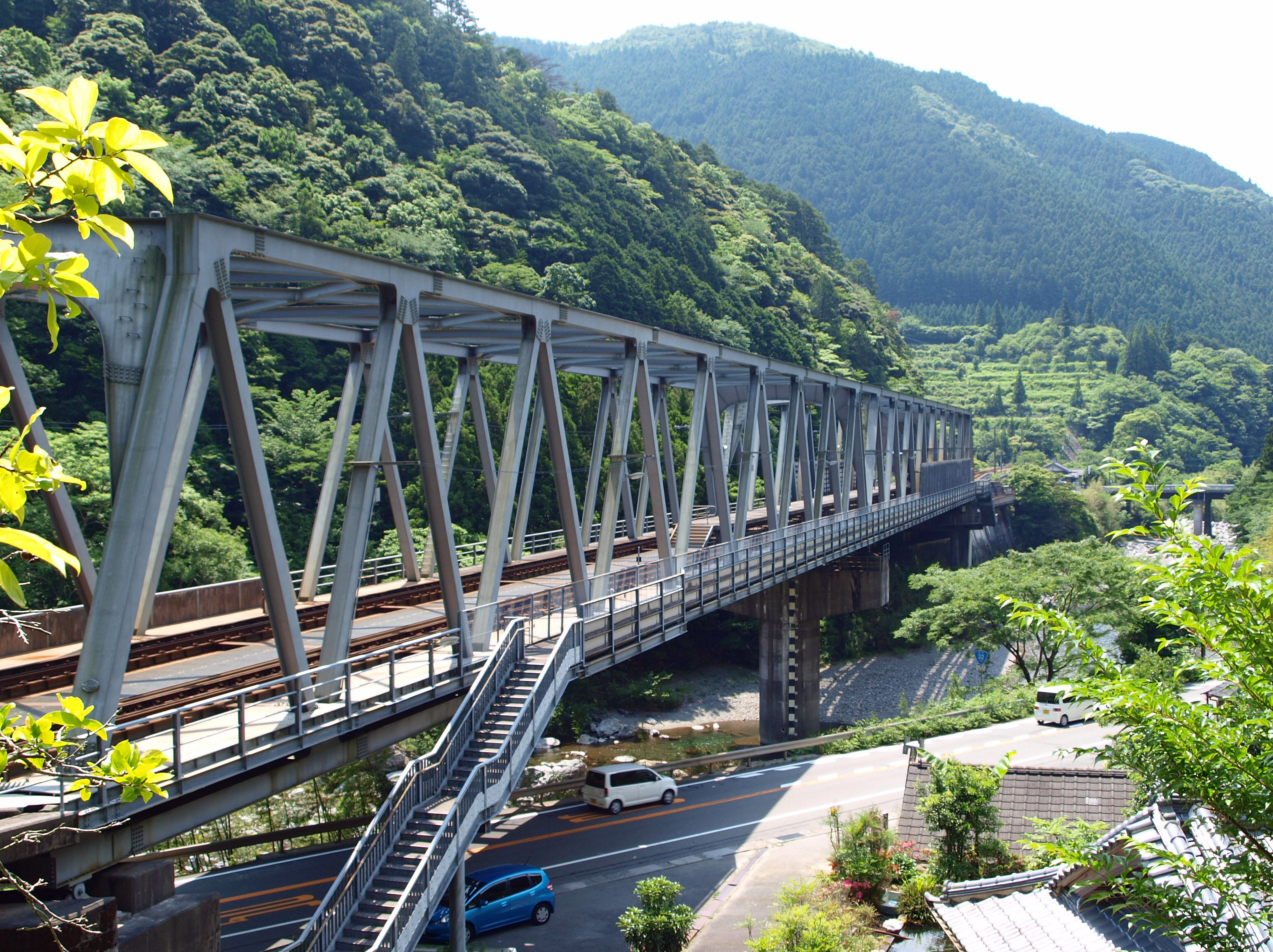
遠望車站。可以看到鐵橋旁的行人天橋部份，可通往國道32號的路面，2010年攝。

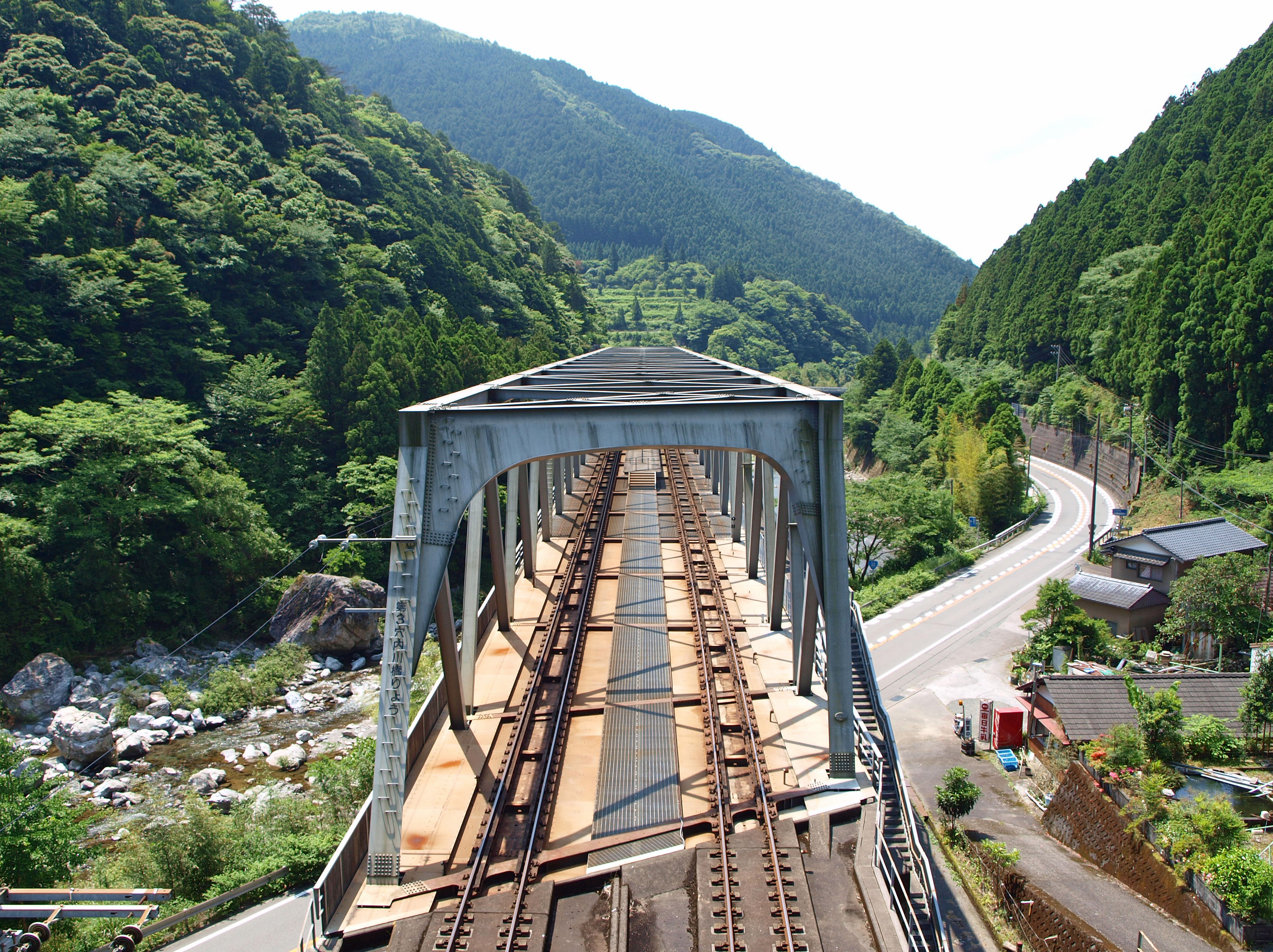
從大豐隧道高處拍攝轉轍器將軌道分為兩條及遠處的緊急通道及連接月台的緊急樓梯。

土佐北川站（日语：／ Tosa-kitagawa eki */?）是一位於日本高知縣長岡郡大豐町久壽軒、隸屬於四國旅客鐵道（JR四國）的鐵路車站。車站編號為D33。車站建築在跨越吉野川的支流穴內川上的「第三穴內川橋」上。是所有JR車站中唯一一個在鐵橋上設站的車站，因此月台闊度都要比其他的站台為窄。由於大部份列車都以快速通過本站（雖然本站的入站速度限制為60Km/h）。因此並不建議在月台上等候或過長的停留。在連接月台的樓梯末端設有細小的候車亭。

## 車站結構
現時的車站是經歷過搬遷。第一代的車站位處於現址向角茂谷站方向約400米的位置，為單線單面月台，經歷了1972年因山泥傾瀉而導致60人死亡的「繁藤災害」，加上為了消除每逢大雨令到鐵路中斷停駛的問題，日本國有鐵路決定將原本沿山繞道的鐵路改以隧道方式行走。先是1973年完成了大杉隧道，再於1986年完成了大豐隧道，同年便將土佐北川站搬移至現址。新的車站採用了島式月台設計，提供1面2線的功能。亦完全替代了舊線上的大王號誌站功能。
出口入建在月台末端向角茂谷站方向，設有樓梯連接到橋底的正式出入口，出入口有連絡道連接鐵橋的側，可從沿橋邊近望月台，同時亦可連接至橋下的國道32號路面。
現時每天只提供下行8班、上行7班的普通列車服務，上午除首班次前往土佐山田外，其他皆以高知為總站，下行則全以阿波池田為總站。

### 月台配置
| 月台 | 路線    | 方向 | 目的地             |
| ---- | ------- | ---- | ------------------ |
| 1    | ■土讚線 | 上行 | 阿波池田方向       |
| 2    | ■土讚線 | 下行 | 土佐山田、高知方向 |

## 歷史
- 1960年10月1日：開業。
- 1986年3月3日：因應土讚線防災工程，路線改道而遷於現址，並取代大王信號場的功用。
- 1987年4月1日：日本國鐵分割民營化，車站的營運由JR四國繼承。

## 相鄰車站
四國旅客鐵道（四國）
■土讚線
大杉（D32）－土佐北川（D33）－角茂谷（D34）

## 外部連結
- 非官方土佐北川站介紹。（日文）
- [永久] 土佐北川站圖片集。
- 普通列車駛入土佐北川站的情況，向角茂谷站方向。